# Mytilus trossulus
Espèce
Mytilus trossulus  est la moule indigène de la côte pacifique des États-Unis, où elle est souvent accompagnée de Mytilus californianus.  Elle n'a pas de nom français spécifique. En anglais, elle peut être nommée foolish mussel ou bay mussel. Elle offre peu de potentialités d'élevage, et les mytiliculteurs, dans cette région du monde, ont plutôt développé la culture de Mytilus edulis et de Mytilus galloprovincialis, avec lesquelles Mytilus trossulus peut s'hybrider,.

## Description
La morphologie de M. trossulus est proche de celle de la moule commune M. edulis.
Comme la plupart des mollusques la moule du Pacifique a un corps mou protégé par une coquille calcaire. Ce corps mou est constitué d'une masse viscérale, d'un manteau qui enveloppe cette masse viscérale et délimite une cavité appelée cavité palléale dans laquelle baignent des branchies et se trouve un organe musculeux appelé le pied. Le plus souvent[pas clair] ce corps présente une tête où sont regroupés les organes sensoriels.

## Élevage et utilisation

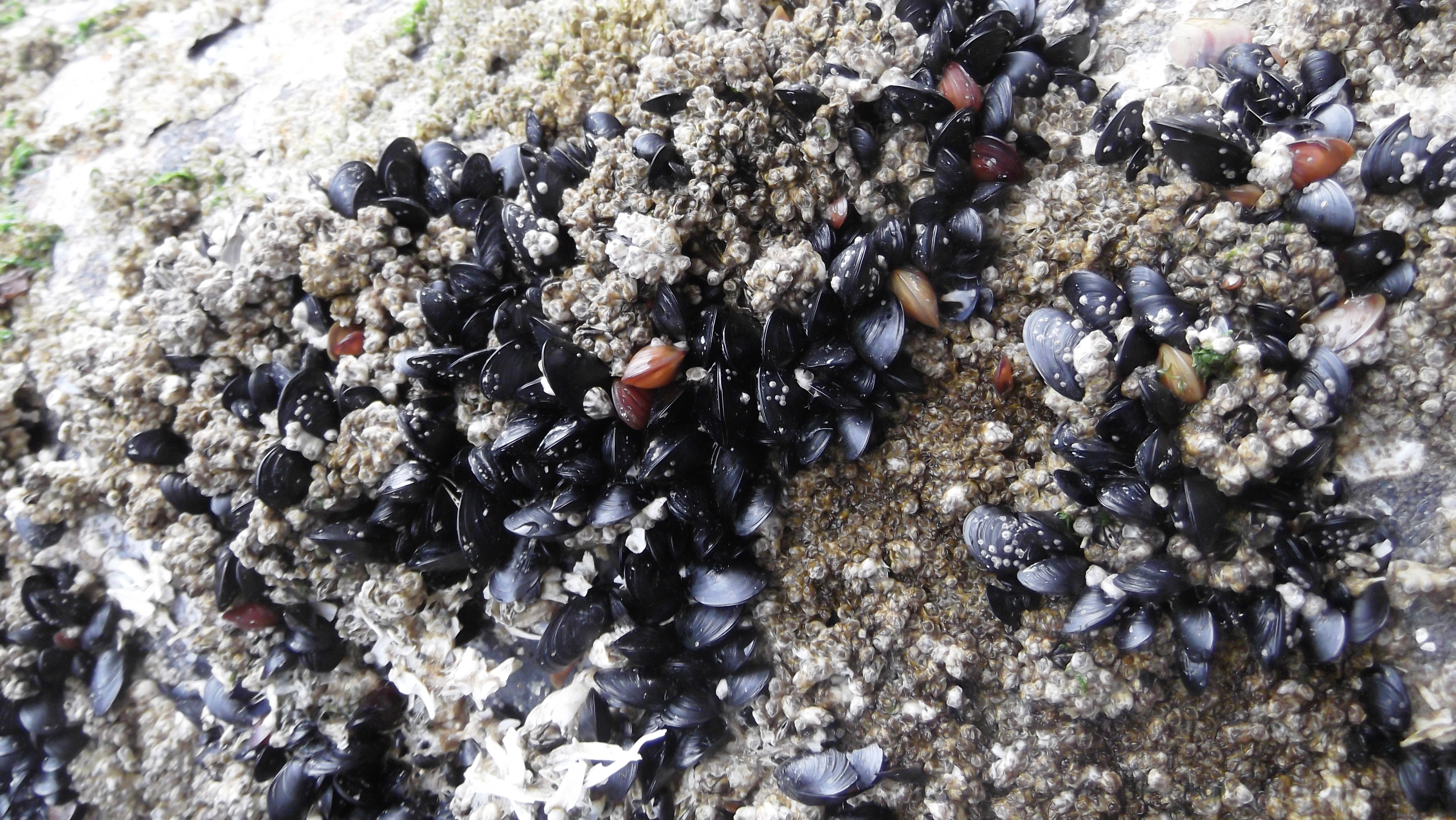
Banc de M. trossulus et de balanes à Edmonds, dans l'État de Washington.